# Heinrich von Bar (1362–1397)
Heinrich von Bar, gelegentlich auch Heinrich von Marle genannt (franz.: Henri de Bar; * 1362; † November 1397 in Treviso), war ein französischer Adliger aus dem Herzogshaus von Bar. Er war der älteste Sohn und präsumtive Erbe des Herzogs Robert I. von Bar († 1411) und der Prinzessin Maria, einer Tochter König Johanns II. von Frankreich.

## Leben
In jungen Jahren wurde Heinrich mit Isabella, einer Tochter des Herzogs Johann I. von Lothringen, verlobt, die dann allerdings Enguerrand VII. de Coucy heiratete. Er wurde am königlichen Hof erzogen und 1380 anlässlich der Krönung König Karls VI. zum Ritter geschlagen. Zwischen den Jahren 1383 und 1388 beteiligte er sich an den Kämpfen gegen die aufständischen Flamen. Im Herzogtum Bar übernahm er zeitweilig die Regentschaft für seinen an der Gicht leidenden Vater. Im Jahr 1383 heiratete Heinrich die älteste Tochter des Enguerrand VII. de Coucy aus dessen erster Ehe. Marie de Coucy († 1405) brachte ihm die Herrschaften von Marle und Oisy als Mitgift in die Ehe und galt zudem als Alleinerbin ihres Vaters auf die große Baronie von Coucy und der Grafschaft Soissons, über ihre Mutter war sie zudem eine Enkelin des Königs Eduard III. von England.
Gemeinsam mit seinem jüngeren Bruder Philipp und seinem Schwiegervater schloss sich Heinrich im Jahr 1396 dem Kreuzzug des Grafen Johann von Nevers gegen die Osmanen an. In der Schlacht von Nikopolis (25. September 1396) wurde das Kreuzzugsheer aber vernichtend geschlagen, Heinrich wie auch seine Anverwandten überlebten und gerieten in osmanische Gefangenschaft. Sein Schwiegervater starb dort 1397, er selbst wurde wenig später nach einer Lösegeldzahlung in die Freiheit entlassen. Da das Lösegeld von der Seerepublik Venedig gestellt wurde, musste sich Heinrich zunächst als persönliches Pfand in deren Staatsgebiet niederlassen, bis er eine Ausgleichszahlung an die Republik leisten konnte. Außerdem musste er noch das Lösegeld für seinen Bruder, der noch in der Gefangenschaft verblieben war, aufbringen. Bevor es aber dazu kam, starb Heinrich an der Pest. Sein Leichnam wurde in das Konvent der Cölestiner in Paris transferiert. Heinrichs Bruder wurde nie freigelassen, er starb erst Jahre später in osmanischer Gefangenschaft.
Aus seiner Ehe hatte Heinrich einen um 1390 geborenen Sohn, Robert, der von seinem Großvater enterbt wurde und 1415 in der Schlacht von Azincourt fiel.